# Рейнольд Гайденштайн
Рейнольд Гайденштайн (Гейденстейн, 1553 — 24 грудня 1620) — польський дипломат, юрист, хроніст, автор короткого опису Києва 1596 року.

## Життєпис
Походив із міщанської родини, певне, з Кеніґсберґа. Син Бернарда Гайденштайна, власника села Солесць біля Ґданська, та Анни фон Крокау.
Навчався в Кеніґсберґу, Віттенберґу, Падуї, Орлеані, Парижі. Його біографи наголошують на падуанських студіях, які, ймовірно, значно полегшили кар'єру при дворах двох випускників місцевого університету — короля Польщі Стефана Баторія та найближчого радника останнього — канцлера й великого коронного гетьмана Яна Замойського (з ним Рейнольд товаришував). З 1582 р. працював у королівській канцелярії, відомий як дипломат та фахівець у справах Пруссії. Отримав шляхетство 1585 року. 1591-го прийняв католицизм, полишивши лютеранство.
Стверджував, що королева Анна Яґеллонка сприяла будівництву храму у Кракові, для якого взірцем був Михайлівський Золотоверхий собор Києва.
Служив у канцелярії Сиґізмунда III Вази, підготував проєкт реформи земського права в Пруссії. З благословення та ймовірно за активної участі свого патрона — Я. Замойського зайнявся історіографією: підготував історію польсько-московських воєн С. Баторія 1578—1582 рр. — «Війни Московської коментарі. У 6-ти книгах» («De bello Moscovitico commentariorum libri sex»: латиномовні видання: Краків, 1584; Базель, 1588; Кельн, 1589; Франкфурт, 1600; німецькомовний переклад — Ґерліц, 1590) та наймасштабнішу свою працю «Історія Польщі по смерті Сиґізмунда Авґуста. У 12-ти книгах» (побачила світ у Франкфурті-на-Майні 1672 року завдяки доопрацюванню тексту С. Любеньським та видавничим зусиллям сина історика). Остання праця обіймала період із 1572 по 1603 рр. (цілком включала попередні «Війни Московської коментарі»), за творчий взірець мала «Нотатки» Ю. Цезаря. Прихильник сильної королівської влади Гайденштайн називав С. Баторія «ідеальним монархом», Я. Замойського — «зразком державного мужа», якому присвятив біографію канцлера («Життя Яна Замойського», 1606), панегіричний трактат «Канцлер» («Canceliarius», 1610).
Цінним вважається його опис страти гетьмана Івана Підкови у Львові.
Помер у Сулечині (Помор'я).

## Родина
Дружина — Анна Конарська
Діти:
- Йоганн Міхаель Гайденштайнн (1610—1673), письменник
- донька
- донька